# Sint Annamolen
De Sint Annamolen is een van de twee windmolens in Nijmegen.
De molen staat ruim een kilometer buiten het centrum in de woonwijk Hazenkamp, richting Hatert. Het is een grote achtkante houten stellingmolen, gedekt met riet, op een onderstelling van steen en met een vlucht van 26,50 m.

## Geschiedenis
De molen dateert van 1819 en was gebouwd als poldermolen (genaamd Oudendijkse Molen) in de buurt van Alphen aan de Maas, maar al vrij spoedig werd de molen verplaatst naar St. Anna, waar hij op een belt geplaatst onder de naam "St. Anna" functioneerde als korenmolen en oliemolen met dubbele slagerij.
In het begin van de 20e eeuw werd de molen al onttakeld en werd het maalbedrijf met een Deutz-dieselmotor voortgezet. In de jaren 1976-1979 restaureerden de toenmalige eigenaren de molen en lieten zij hem maalvaardig maken op advies van de Rijksmonumentenzorg. De belt was al verwijderd en rond 1905 vervangen door de huidige bijgebouwen, maar de molen werd verhoogd met 5 meter en zo werd het een maalvaardige stellingmolen. Eveneens werd toen de vlucht verlengd tot de huidige 26,50 m.
In 2002 kwam de Sint Annamolen uitgebreid in het nieuws toen tijdens de Nijmeegse Vierdaagse de molen 96 uur achter elkaar draaide. Hiermee werd een record gevestigd. Vanaf 2000 was er echter weinig meer aan het onderhoud gedaan (alleen de staart was vervangen, nadat de molenaar de molen een halfjaar aan de ketting had gelegd). Op 27 juli om 10.00 uur was het gedaan: door het afbreken van een zeilarm tijdens het draaien was de maat vol; het was onverantwoord nog verder te draaien met deze molen. De molen werd aan de ketting gelegd.
In november 2009 werden de wieken voor renovatie verwijderd. In juli 2011 was de molen geheel gerestaureerd en kwam er weer een molenaar in dienst. Kort daarop, op 31 augustus, ontstond binnen in de molen brand.

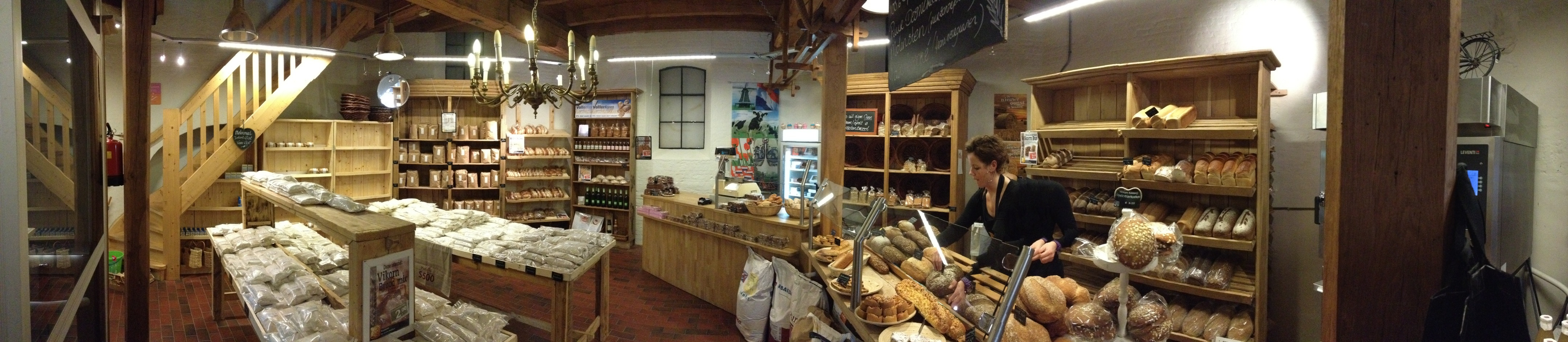
Ambachtelijke bakkerij met meelhandel

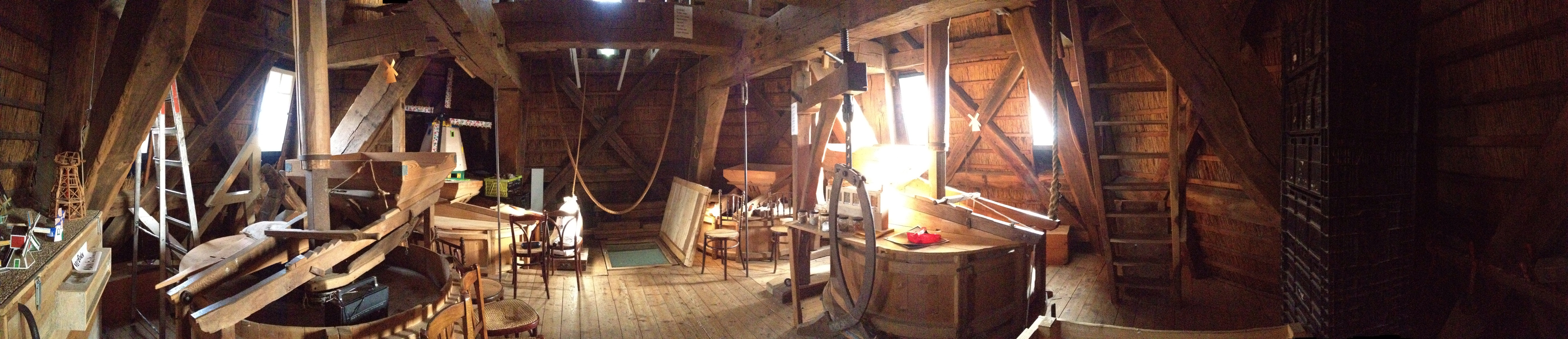
Maalzolder met drie originele maalstenen

In februari 2013 werd de molenwinkel uitgebreid met een ambachtelijke broodbakkerij met daarin aandacht voor ambachtelijke broodsoorten (spelt, desem, artisanaal) en ruimte voor de verkoop van brood, banket, meel, koek en diverse bak- en streekproducten. Op deze manier is de begane grond van de molen dagelijks (behalve zondag) toegankelijk voor alle bezoekers. De verdiepingen van de Sint Annamolen zijn alle weer in gebruik en er wordt regelmatig op vrijdagen met de molen gedraaid.
De eigenaren van deze molen waren achtereenvolgens:
- 1849: P. van den Heuij
- ca. 1920: H. Herckenrath
- 1973: gebr. J. en G. Herckenrath
- 1998: R. Lemmers

## Rijksmonument
De Sint Annamolen is een rijksmonument en draagt nummer 31199.